# Exocentrus terminaliae
Exocentrus terminaliae är en skalbaggsart som beskrevs av Fisher 1931. Exocentrus terminaliae ingår i släktet Exocentrus och familjen långhorningar. Inga underarter finns listade i Catalogue of Life.